# Шмель лесной
Шмель лесной (лат. Bombus sylvarum) — вид шмелей.

## Описание
Шмель средних размеров: царица достигает 16—18 мм в длину, рабочие и — 10—15 мм. Тело чёрного цвета, целиком покрыто светло-жёлтыми, а на конце брюшка в рыжеватыми волосками.
Самки и рабочие: голова несколько удлинённая, широко закругленная на затылке. Верхняя губа прямоугольной формы, жвалы сильно изогнуты, при сближении перекрываются. Лоб выше оснований усиков покрыт серыми или жёлтыми волосками. Тёмная поперечная сплошная перевязь, находящаяся на спинке между основаниями крыльев с нечётким передним краем. Бока груди полностью покрыты серыми или желтовато-серыми волосками. Брюшко с 6 тергитами. Задние голени имеют шпоры, по краям с длинными волосками, образующими «корзинку». Жало имеется.
Самцы: брюшко с 7 тергитами. Основания 4-го и 5-го тергитов покрыты оранжевыми волосками. Жало отсутствует.

## Ареал
Встречается в степной и лесной зоне от Западной Европы до Сибири.

## Биология
Обитает на сухих лугах. Опыляет овощные и плодово-ягодные культуры, а также люцерну. Гнездование наземное или подземное: гнёзда устраивает на поверхности почвы и в норах грызунов. Вылет самок с зимовки во второй декаде мая. Минимальное среднее расстояние, на которое лесной шмель осуществляет фуражировочные вылеты, составляет около 230 метров. 